# Postindustrialisme
Postindustrialisme is een designstroming en stijl  uit de jaren 1978-1984.

## Herkomst
- Engeland

## Hoofdkenmerken
- Exclusieve ontwerpen met beperkte oplage
- Batchproductie
- Ruw, onvoltooid
- Hergebruik van gevonden voorwerpen buiten de industriële wereld

## Familie van
- Modernisme
- Postmodernisme